# Casa Ferrer i Riba
La Casa Ferrer i Riba és una obra de Vilanova i la Geltrú (Garraf) protegida com a Bé Cultural d'Interès Local.

## Descripció
Es tracta d'un habitatge plurifamiliar entre mitgeres amb pati posterior.
L'immoble és de planta rectangular compost de planta baixa i dos pisos sota coberta plana de la qual sobresurt la caixa d'escala central de dos trams. Té dues galeries posteriors. La de la planta baixa és tancada i la del primer pis no. La segona planta és reculada en la façana posterior. Hi ha un celobert lateral.
Les parets de càrrega són de totxo. Els forjats són de bigues i llates de fusta i rajola i de bigues de fusta i revoltó a les plantes. A les galeries posteriors el forjat és de bigues de ferro i revoltó ceràmic. Escala de volta a la catalana.
La façana principal es compon segons tres eixos verticals. La planta baixa presenta portal i finestrals laterals. A les plantes pis hi ha tres balcons. Totes les obertures són d'arc carpanell.
El coronament està format per una cornisa i barana de terrat de balustres ceràmics moldejats al pla. La façana posterior té galeries de tres arcs rebaixats i baranes de balustres ceràmics.